# Sabine Dähne
Sabine Dähne, née le 27 février 1950 à Colditz (RDA), est une rameuse d'aviron est-allemande.
Aux Jeux olympiques de 1976 à Montréal, Sabine Dähne est médaillée d'argent en deux sans barreur avec Angelika Noack.